# Persistance d'un nombre
Pour les articles homonymes, voir Persistance.
La persistance d'un nombre est, en mathématiques, le nombre d'étapes nécessaires pour atteindre un point fixe, lorsqu'on effectue par itérations successives une série d'opérations à ce nombre.

## Exemples
Pour obtenir la persistance additive d'un nombre, le principe consiste à additionner les chiffres de ce nombre, puis à recommencer avec le résultat obtenu jusqu'à obtenir un nombre à un seul chiffre.
Par exemple, pour le nombre 2718, on obtient : 2718 → 18 → 9. Comme il faut 2 étapes pour obtenir un nombre à un chiffre, la persistance additive de 2718 est égale à 2.
Le résultat final, 9 pour cet exemple, s'appelle la racine numérique additive (ou résidu) de 2718.
De même, on obtient la persistance multiplicative d'un nombre en multipliant ses chiffres entre eux, puis en recommençant avec le résultat obtenu jusqu'à obtenir un nombre à un seul chiffre.
Par exemple, la persistance multiplicative de 39 est égale à 3, car il faut 3 étapes pour le réduire à un nombre à un chiffre : 39 → 27 → 14 → 4. Le résultat obtenu, ici 4, s'appelle la racine numérique multiplicative (ou la cible) du nombre 39.

## Plus petits nombres de persistance donnée

### Persistance multiplicative
Actuellement, en base 10, on conjecture qu'il n'existe pas de nombre dont la persistance multiplicative est supérieure à 11. La plus ancienne mention connue de ce problème est un article de Neil Sloane publié en 1973. En 2013, Francesco De Comité a vérifié par ordinateur tous les nombres jusqu'à 10500.
Le tableau suivant donne les plus petits nombres de persistance multiplicative donnée.
| p  | N               |
| -- | --------------- |
| 0  | 0               |
| 1  | 10              |
| 2  | 25              |
| 3  | 39              |
| 4  | 77              |
| 5  | 679             |
| 6  | 6788            |
| 7  | 68889           |
| 8  | 2677889         |
| 9  | 26888999        |
| 10 | 3778888999      |
| 11 | 277777788888899 |

Il a été démontré qu'aucun nombre jusque 1020585 ne pouvait avoir de persistance multiplicative supérieure à 11.
Dans son article Sloane mentionne une conjecture plus générale : pour toute base de numérotation b, il existe une constante M(b) telle qu’aucun entier exprimé dans cette base b n’a une persistance multiplicative supérieure à M(b).
Basé sur la reformulation 4.2 de l'article "Suite multiplicative", une méthode pour résoudre ce problème serait d'utiliser des règles de langage pour décrire chaque groupe d'une persistance multiplicative donné dans une base donnée. Il faudrait ensuite vérifier si tous ces ensembles décrits par ces règles de langage, décrivent bien tous les entiers naturels ou non (dans la base donnée). Dans le cas contraire, on peut construire un contre exemple. Mais cette méthode est fastidieuse.
Un papier de 2021 indique que la conjecture est vraie pour les nombres dont la racine numérique (ou cible) est impaire.

### Persistance additive
Pour la persistance additive, il n'existe pas de limite, elle peut être aussi grande qu'on le souhaite.
Le tableau suivant donne les plus petits nombres pour les premières persistances additives (suite A006050 de l'OEIS).
| a | N                       |
| - | ----------------------- |
| 0 | 0                       |
| 1 | 10                      |
| 2 | 19                      |
| 3 | 199                     |
| 4 | 19999999999999999999999 |